# Rhopalostroma angolense
Rhopalostroma angolense är en svampart som först beskrevs av Welw. & Curr., och fick sitt nu gällande namn av David Leslie Hawksworth 1977. Rhopalostroma angolense ingår i släktet Rhopalostroma och familjen kolkärnsvampar.   Inga underarter finns listade i Catalogue of Life.